# Le Voleur (film, 1933)
Pour les articles homonymes, voir Le Voleur.
Pour plus de détails, voir Fiche technique et Distribution.
Le Voleur est un film français de Maurice Tourneur, sorti en 1933.

## Synopsis
Marie-Louise Voisin vole 20 000 francs à son amie Isabelle Lagardes. Le vol est découvert mais c'est Fernand, le fils d'Isabelle, qui s'accuse, par amour pour Marie-Louise qu'il a rencontrée peu avant chez ses parents. Richard Voisin découvre que sa femme a en sa possession une forte somme, Marie-Louise avoue le vol et Richard comprend que Fernand s'est sacrifié, mais il croit aussi de ce fait qu'il est l'amant de sa femme…

## Fiche technique
- Titre original : Le Voleur
- Réalisation : Maurice Tourneur
- Scénario : André Lang, d'après la pièce éponyme d'Henri Bernstein
- Décors : Jacques Colombier
- Photographie : Curt Courant
- Son : William-Robert Sivel
- Montage : Jacques Tourneur
- Musique : Maurice Thiriet
- Société de production : Vandal et Delac
- Société de distribution : Pathé Consortium Cinéma
- Pays de production :  France
- Langue originale : français
- Format : noir et blanc — 35 mm — 1,37:1 — son Mono
- Genre : Comédie dramatique
- Durée : 60 minutes
- Dates de sortie : 
  - France : 1er décembre 1933

## Distribution
- Victor Francen : Richard Voisin
- Madeleine Renaud : Marie-Louise Voisin, dite Marise
- Jean Worms : Raymond Lagardes
- Yolande Laffon : Isabelle Lagardes
- Jean-Pierre Aumont : Fernand Lagardes
- Paul Amiot : M. Zambault
- Marcelle Monthil
- Simone Simon